# サク・イラトゥパ
サク・イラトゥパ（フィンランド語: Saku Ylätupa、1999年8月4日 - ）は、フィンランドのサッカー選手。フィンランド代表。ポジションはMFまたはFW。

## クラブ歴
1999年、エスポーに生まれた。2015年にHJKヘルシンキの下部組織に加入し、セカンドチームのクルビ04で選手となった。4月2日にフィンランド・リーグカップでトップチーム初出場するも、前半だけでの交代となった。
2017年7月21日にアヤックス・アムステルダムに3年契約で加入。ヨング・アヤックスで4試合に出場した。
2019年にアルスヴェンスカンのAIKソルナに移籍。

## 代表歴
年代別代表としてはU-19代表でUEFA U-19欧州選手権2018に出場している。
2019年1月8日に行われたスウェーデン代表との親善試合で同郷でユースの先輩、そして同じくこの試合で代表デビューしたラッシ・ラッパライネンに代わって68分に投入されフィンランドA代表初出場。